# Kornél Nagy

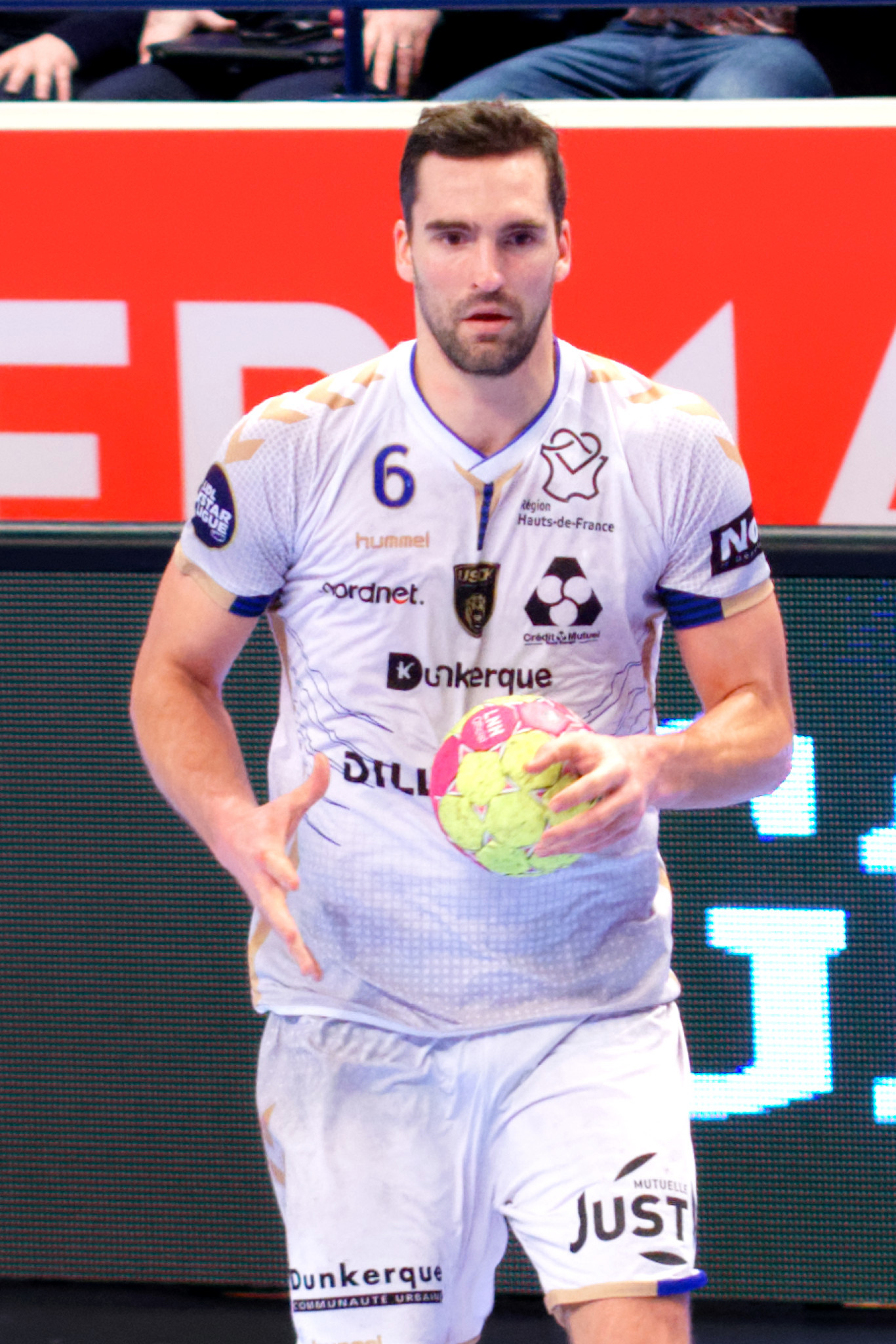
Kornél Nagy (2017)

Kornél Nagy [ˈkorneːl ˈnɒɟ] (* 21. November 1986 in Püspökladány) ist ein ehemaliger ungarischer Handballspieler.
Der 1,96 Meter große mittlere Rückraumspieler spielte von 2002 bis 2005 beim Békési FKC. Mit seinem nächsten Verein, Dunaferr SE, nahm er am EHF-Pokal (Spielzeiten 2005/06, 2006/07, 2007/08, 2009/10) und am Europapokal der Pokalsieger (2008/09) teil. In der Saison 2010/11 stand er beim KC Veszprém unter Vertrag. Mit Veszprém gewann er die ungarische Meisterschaft sowie den ungarischen Pokal.
Anschließend schloss sich Nagy dem französischen Erstligisten Dunkerque HBGL an, mit dem er 2012 den französischen Supercup, 2013 den französischen Ligapokal sowie 2014 die Meisterschaft gewann. Im EHF-Pokal 2011/12 unterlag Nagy mit Dunkerque erst dem deutschen Vertreter Frisch Auf Göppingen im Endspiel. Nach der Saison 2023/24 beendete er seine Karriere.
Zwischen 2006 und 2016 bestritt Kornél Nagy 131 Länderspiele für die ungarische Nationalmannschaft, in denen er 213 Tore erzielte. Er stand im Aufgebot Ungarns für die Handball-Europameisterschaft der Männer 2010 und 2014.